# Équipe du Chili de Coupe Davis
L'équipe du Chili de Coupe Davis représente le Chili à la Coupe Davis. Elle est placée sous l'égide de la Fédération chilienne de tennis.

## Historique
Créée en 1928, l'équipe du Chili de Coupe Davis a été une finaliste de l'épreuve en 1976 contre l'équipe d'Italie qui remporte la rencontre 4-1.

## Joueurs de l'équipe
Les joueurs suivants ont été sélectionnés lors de la dernière rencontre (avril 2017) :
- Cristian Garín
- Nicolás Jarry
- Hans Podlipnik-Castillo
- Marcelo Tomas Barrios Vera